# Rappelkiste
Rappelkiste war eine deutsche Kinderfernsehserie, die von 1973 bis 1984 sonntags um 14:00 Uhr im ZDF ausgestrahlt wurde. Ihre Zielgruppe waren Kinder im Vorschulalter. Die erste der insgesamt 160 Folgen (jeweils 30 Minuten) ging am 30. September 1973 über den Sender. Vor allem in den 1970er Jahren erreichte die Serie hohe Einschaltquoten. Für die Staffel 1973/74 erhielt der Regisseur Elmar Maria Lorey 1975 den Adolf-Grimme-Preis mit Silber.
Die Rappelkiste dient bis heute als Namensgeber für Kindertagesstätten, Spielhäuser, Theatergruppen und andere Einrichtungen für Kinder. In den allgemeinen Sprachgebrauch übergegangen ist außerdem die Variante eines traditionellen Abzählreims aus dem Vorspann der Serie: Ene mene miste, es rappelt in der Kiste (…), ene mene meck, und du bist weg.

## Stil
Die Rappelkiste gehörte zu den ersten Kindersendungen im deutschen Fernsehen, die explizit als Bildungsprogramm konzipiert wurden. Entsprechend dem damals stark von der 68er-Bewegung geprägten Zeitgeist vertrat sie eine antiautoritäre, emanzipatorische Reformpädagogik und richtete sich vor allem an Kinder aus nicht privilegierten Schichten. Die Autoren griffen vielfach in den 1970er Jahren gesellschaftlich tabuisierte Themen wie Sexualität und Arbeitslosigkeit auf, forderten Chancengleichheit und übten Kritik an sozialer Ungleichheit, kapitalistischen Besitzverhältnissen, Krieg, aber auch ganz allgemein an den Werten und Gewohnheiten des Bürgertums. Auch Kinder türkischer Gastarbeiter waren in diesem Zusammenhang früh in der einen oder anderen Folge zu sehen, z. B. wie sie ihren deutschen Freunden Türkisch beibrachten.
Die magazinhaft aufgebauten Sendungen bestanden aus mehreren Komponenten, die sich dem Thema der jeweiligen Folge auf unterschiedliche Weise annäherten. Im Mittelpunkt standen dabei Realfilme mit leicht nachvollziehbaren Geschichten. Daneben flossen Zeichentrick- und Puppenspielelemente sowie Grotesken ein. Ein Lernziellied, gesungen von Ratz und Rübe, brachte die Botschaft der Episode auf den Punkt.
Die Kinder in der Serie lösten Alltagsprobleme oder erfüllten sich Wünsche, indem sie miteinander kooperierten, Schwächeren halfen, als ungerecht oder unsinnig empfundene Verbote aushebelten und die Erwachsenen in ihrer Umgebung zum Nachdenken brachten. Dabei handelten sie meist solidarisch und logisch nachvollziehbar, während das Verhalten vieler Erwachsener als egoistisch und unreflektiert dargestellt wurde, mit Ausnahme einiger Sympathieträger. Die Vertreter bürgerlicher Institutionen (wie Lehrer, Polizisten, Politiker, Industrielle oder Offiziere) traten oft als unsympathische, klischeehaft überzeichnete Karikaturen in Erscheinung, die schließlich von den selbstbewussten Kindern übertölpelt und lächerlich gemacht wurden.

## Rezeption
Die Rappelkiste war ein pädagogisches Fernsehprojekt mit sozialpolitischer Programmatik. Sie entsprach den Vorstellungen emanzipatorisch orientierter TV-Gestalter, welche sich bemühten, mittels Kinderfernsehen Aufklärung und Gesellschaftserziehung zu betreiben.
Zeitgenössische Kritik richtete sich u. a. gegen das durch die Sendung transportierte Familienbild. So wurde z. B. an dem Umstand, dass die Puppen Ratz und Rübe mit nur jeweils einem Elternteil aufwuchsen, der dazu noch ein anderes Geschlecht als sie selbst hatte, Anstoß genommen.
Einzelne Folgen ernteten vehemente Proteste, so die Folge Vom Bauen und Wohnen (1975), weil der Arbeitervater auf die Frage seines Sohnes, warum er so viel Miete zahlen müsse, antwortete, dass der Vermieter nur so seiner Frau einen schönen Nerzmantel kaufen könne. Während wohlmeinende Kommentare („Schadet den Kindern nicht“) in der Minderheit blieben, reichten die Vorwürfe von „konfliktschürend“ über „Manipulation von Vorschulkindern“ und „perfide Indoktrination“ bis hin zu „Gift für unsere Kinder“.

### Auszeichnungen
- Der Redakteur Elmar Maria Lorey erhielt 1975 den Adolf-Grimme-Preis mit Silber für die Staffel 1973/74.
- Für den vierteiligen Film Metin, der im Rahmen der Rappelkiste ausgestrahlt wurde, erhielt 1980 Thomas Draeger für seine Regie den Adolf-Grimme-Preis mit Gold.

## Sonstiges
- In dem Lied Rappelkistenkids aus dem gleichnamigen Album von 1998 erzählt die Hip-Hop-Band Anarchist Academy über den aus ihrer Sicht positiven Einfluss der Sendung auf ihre Kindheitsentwicklung.[6]

## Figuren
- Ratz und Rübe (Klappmaulfiguren, gesprochen und gesungen von Kristov Brändli und Rita Ziegler)
- Rappel mit den Kisten (der Namensgeber der Serie)
- Oswin und Nickel (Grotesken, gespielt von Michael Habeck und Eberhard Peiker)
- Die Ompis (Knetfiguren)
- Die Bauklötze

## DVD
Die ersten 56 Folgen der Fernsehserie sind in den Jahren 2011 und 2016 auf DVD erschienen.